# Amnat Charoen
Amnat Charoen (thai: อำนาจเจริญ) är en thailändsk provins (changwat). Den ligger i den nordöstra delen av Thailand. Provinsen hade år 2002 370 360 invånare på en areal av 3 161 km². Provinshuvudstaden är Amnat Charoen.

## Administrativ indelning
Provinsen är indelad i sju distrikt (amphoe). Distrikten är i sin tur indelade i 56 subdistrikt (tambon) och 653 byar (muban).